# Screaming for Vengeance
Screaming for Vengeance— восьмий студійний альбом британського хеві-метал гурту Judas Priest, виданий 12 липня 1982 року лейблом Columbia Records.
Альбом отримав подвійний платиновий статус у Сполучених Штатах та платиновий статус у Канаді і вважається найуспішнішим альбомом Judas Priest у комерційному плані. Сингл «You've Got Another Thing Comin'» досяг 67 місця в Billboard Hot 100 і 66-го місця в UK Singles Chart.
У 2017 році він посів 12 місце в списку «100 найкращих метал альбомів усіх часів» за версією журналу Rolling Stone.

## Запис і випуск
Screaming for Vengeance записали на Ibiza Sound Studios, Ібіса, Іспанія (у цей період для британських музикантів було звично робити записи в континентальній Європі з метою уникання сплати великих британських податків). Зведення було виконано в Beejay Recording Studios в Орландо, штат Флорида, і у Bayshore Recording Studios в Коконат-Гроув, штат Флорида.
Альбом продемонстрував більш жорсткий і важкий звук у порівнянні з мелодійнішим попередником — Point Of Entry. Альбом також знаменує собою перший випадок, коли один барабанщик грав більш ніж на двох альбомах Judas Priest, Дейв Голланд брав участь у двох попередніх платівках.
Найбільш комерційно успішний трек альбому, «You've Got Another Thing Comin'»,  додали в останні хвилини. За словами гітариста К. К. Даунінга: «Ми були дуже задоволені альбомом, але вирішили, що можемо додати ще одну пісню. Ми взялися за завершення „Another Thing Comin '“ під час зведення сесій у студії Bee Jay. Все пішло досить швидко, і я, здається, пам'ятаю, що ми всі мали від цього хороші відчуття, оскільки це справді звучало як гарна драйвова пісня і, можливо, як гарна пісня для радіо».
Screaming for Vengeance вийшов 12 липня 1982 року, а ремастеризований компакт-диск вийшов у травні 2001 року. Пісня «Fight for Your Life» була записана під час сессій Screaming for Vengeance, але не ввійшла у фінальний реліз, пізніше її переробили і вона вийшла на наступному студійному альбомі гурту — Defenders of The Faith під назвою «Rock Hard Ride Free». Оригінальна версія побачила світ як бонус-трек до перевидання 2001 року альбому Killing Machine.
Щоб відсвяткувати 30-ту річницю альбому, вийшов оновлений компакт-диск із бонусними живими виступами 1982 року та бонусним DVD із записом виступу гурту на фестивалі US Festival 1983 року. Останній ремастер вийшов наприкінці 2017 року як частина серії Sony We Are Vinyl, лише на вінілі та для цифрового завантаження.

## Критика
Хоча «British Steel» 1980 року називали шедевром групи, Screaming for Vengeance став проривом Judas Priest у Північній Америці. Попри те, що до 1979 року група стала популярною серед американської публіки та могла бути хедлайнером своїх власних турів, вони продали там «відносно мало» записів до Screaming for Vengeance.

### Комерційний успіх
Screaming for Vengeance досяг 11 місця в UK Albums Chart і 17 місця в Billboard 200 США. 29 жовтня 1982 року він був сертифікований RIAA як золотий, 18 квітня 1983 року — платиновий, а 16 жовтня 2001 року — 2× платиновий, він став першим альбомом гурту, який отримав дві останні нагороди.

### Нагороди
Альбом посів 15 місце в списку 25 найвпливовіших метал альбомів за версією IGN. Screaming for Vengeance також посів 10 місце в списку 100 найкращих метал альбомів за версією Metal-Rules.com. Журнал Kerrang! поставив альбом на 46 місце в списку «100 найкращих альбомів важкого металу всіх часів». 2017 року він посів 12 місце в списку «100 найкращих метал альбомів усіх часів» за версією журналу Rolling Stone. 2022 року Screaming for Vengeance посів у списку «25 найкращих гітарних рок альбомів 1982 року» від Guitar World.

## У попкультурі
Композицію «You've Got Another Thing Comin '» можна відтворити у відеогрі Guitar Hero. «Electric Eye» (із супровідним вступним треком «The Hellion») можна відтворити в Guitar Hero Encore: Rocks the 80s і Guitar Hero Smash Hits.
Заголовна пісня «Screaming for Vengeance» прозвучала на головному сайті відеогри Brutal Legend. У грі Роб Гелфорд озвучує лиходія на ім'я Генерал Лайонвайт, а також іншого персонажа на ім'я Вогняний Барон. Трек «You've Got Another Thing Comin '» представили у відеогрі 2002 року Grand Theft Auto: Vice City як частину віртуальної радіостанції V-Rock, тоді як «Electric Eye» показали на тій же радіостанції в приквелі 2006 року — Grand Theft Auto: Vice City Stories. Пісню «Riding on the Wind» представили у відеогрі 2012 року Twisted Metal.
«You've Got Another Thing Comin '» також з'явилась в першому епізоді одинадцятого сезону мультсеріалу Арчер.

## Список композицій
Автор музики і слів Гленн Тіптон, Роб Гелфорд and К. К. Даунінг, за виключенням відмічених. 
| Перша сторона | Перша сторона                                 | Перша сторона |
| #             | Назва                                         | Тривалість    |
| ------------- | --------------------------------------------- | ------------- |
| 1.            | «The Hellion» (Інструментал)                  | 0:41          |
| 2.            | «Electric Eye»                                | 3:39          |
| 3.            | «Riding on the Wind»                          | 3:07          |
| 4.            | «Bloodstone»                                  | 3:51          |
| 5.            | «(Take These) Chains» (Боб Халліган молодший) | 3:07          |
| 6.            | «Pain and Pleasure»                           | 4:17          |

| Друга сторона | Друга сторона                     | Друга сторона |
| #             | Назва                             | Тривалість    |
| ------------- | --------------------------------- | ------------- |
| 7.            | «Screaming for Vengeance»         | 4:43          |
| 8.            | «You've Got Another Thing Comin'» | 5:09          |
| 9.            | «Fever»                           | 5:20          |
| 10.           | «Devil's Child»                   | 4:48          |
| 38:43         |                                   |               |

| Бонус-треки CD видання 2001 року | Бонус-треки CD видання 2001 року                                                 | Бонус-треки CD видання 2001 року |
| #                                | Назва                                                                            | Тривалість                       |
| -------------------------------- | -------------------------------------------------------------------------------- | -------------------------------- |
| 11.                              | «Prisoner of Your Eyes» (Записано у 1985 році під час сессій альбому Turbo)      | 7:12                             |
| 12.                              | «Devil's Child» (наживо у Mid-South Coliseum, Мемфіс (Теннессі); 12 грудня 1982) | 5:02                             |
| 50:57                            |                                                                                  |                                  |

| Бонус-треки 30th Anniversary Edition | Бонус-треки 30th Anniversary Edition                                                                | Бонус-треки 30th Anniversary Edition |
| #                                    | Назва                                                                                               | Тривалість                           |
| ------------------------------------ | --------------------------------------------------------------------------------------------------- | ------------------------------------ |
| 11.                                  | «Electric Eye» (наживо у San Antonio Civic Center, Сан-Антоніо, 10 вересня 1982)                    | 4:25                                 |
| 12.                                  | «Riding on the Wind» (наживо у San Antonio Civic Center, Сан-Антоніо, 10 вересня 1982)              | 3:10                                 |
| 13.                                  | «You've Got Another Thing Comin'» (наживо у San Antonio Civic Center, Сан-Антоніо, 10 вересня 1982) | 7:18                                 |
| 14.                                  | «Screaming for Vengeance» (наживо у San Antonio Civic Center, Сан-Антоніо, 10 вересня 1982)         | 4:45                                 |
| 15.                                  | «Devil's Child» (наживо у Mid-South Coliseum, Мемфіс (Теннессі); 12 грудня 1982)                    | 5:02                                 |
| 16.                                  | «Prisoner of Your Eyes» (Записано у 1985 році під час сессій альбому Turbo)                         | 7:12                                 |
| 70:35                                | |                                      |

30th Anniversary Edition Live DVD
Автор музики і слів Гленн Тіптон, Роб Гелфорд and К. К. Даунінг, за виключенням відмічених.  Усі треки були відзняті та записані на другому US Festival, Деворе, Сан-Бернардіно, Каліфорнія, 29 травня 1983 року. Один трек було вирізано через проблеми зі звуком вихідного матеріалу.. 
| #   | Назва                                                                     | Автор                               | Тривалість |
| --- | ------------------------------------------------------------------------- | ----------------------------------- | ---------- |
| 1.  | «Electric Eye»                                                            |                                     |            |
| 2.  | «Riding on the Wind»                                                      |                                     |            |
| 3.  | «Heading Out to the Highway»                                              |                                     |            |
| 4.  | «Metal Gods»                                                              |                                     |            |
| 5.  | «Breaking the Law»                                                        |                                     |            |
| 6.  | «Diamonds & Rust» (кавер на Джоан Баез)                                   | Joan Baez                           |            |
| 7.  | «Victim of Changes»                                                       | Ел Аткінс, Тіптон, Гелфорд, Даунінг |            |
| 8.  | «Living After Midnight»                                                   |                                     |            |
| 9.  | «The Green Manalishi (With the Two Prong Crown)» (кавер на Fleetwood Mac) | Пітер Грін                          |            |
| 10. | «Screaming for Vengeance»                                                 |                                     |            |
| 11. | «You've Got Another Thing Comin'»                                         |                                     |            |
| 12. | «Hell Bent for Leather»                                                   |                                     |            |

## Учасники запису
Judas Priest
- Роб Гелфорд — вокал
- К. К. Даунінг — гітари
- Гленн Тіптон — гітара
- Ян Гілл — бас-гітара
- Дейв Голланд — ударні

Інші
- Продюсер — Том Аллом
- Звукорежисер — Луїс Остін
- Дизайн обкладинки — Джон Берг за концепцією Judas Priest
- Обкладинка — Даг Джонсон
- Фотографії — Стів Джостер

## Позиції в чартах
Альбом
| Чарт (1982)              | Позиція |
| ------------------------ | ------- |
| Australian Albums Chart  | 81      |
| Canadian Albums Chart    | 17      |
| German Albums Chart      | 28      |
| New Zealand Albums Chart | 13      |
| Swedish Albums Chart     | 10      |
| UK Albums Chart          | 11      |
| Billboard 200            | 17      |

## Сертифікації
| Регіон                                             | Сертифікація  | Продажі    |
| -------------------------------------------------- | ------------- | ---------- |
| Канада (Music Canada)                              | Платиновий    | 100 000^   |
| США (RIAA)                                         | 2× Платиновий | 2 000 000^ |
| ^відвантаження, що базуються лише на сертифікаціях |               |            |

## Відомі кавер-версії
- Sepultura включили кавер на заголовну пісню «Screaming for Vengeance» в альбом Dante XXI.
- Iced Earth включили кавер на заголовну пісню «Screaming for Vengeance» в кавер-альбом Tribute to the Gods.
- Stratovarius включили кавер на пісню «Bloodstone» в альбом Intermission.
- Helloween включили кавер на «The Hellion» / «Electric Eye» в сингл The Time of the Oath. Кавер-версія також присутня у бокс-сеті Treasure Chest.
- As I Lay Dying включили кавер на «The Hellion» / «Electric-Eye» у збірку Decas.
- Fozzy включили кавер на «Riding on the Wind» у свій дебютний альбом Fozzy.